# レダと白鳥 (ボルゲーゼ美術館)
『レダと白鳥』（伊: Leda col cigno, 英: Leda and the Swan）は、イタリアのルネサンス期の巨匠レオナルド・ダ・ヴィンチの追随者によって制作された絵画である。テンペラ画。主題はギリシア神話のスパルタ王妃レダとゼウス（ローマ神話のユピテル）の恋の物語から取られており、レオナルド・ダ・ヴィンチが構想した2種類のレダのうち、立像で描かれた作品の複製とされている。ボルゲーゼ家のコレクションであったことが知られており、現在はローマのボルゲーゼ美術館に所蔵されている。

## 作品
レダは蛇行するようなねじれたポーズで立ち、白鳥の長い首に手を回して抱き寄せ、白鳥もまたレダを抱き寄せるかのように翼を彼女の腰に添えている。レダの身体は白鳥の方に向き、顔は大地の上の我が子たちに向けられており、双子の男の子たちも遊びながら母親を見上げている。レダと白鳥の姿勢はレオナルド・ダ・ヴィンチが制作し、レオナルド派の画家たちが複製を制作した『レダと白鳥』に典型的なものであるが、生まれている子供はポリュデウケスとカストルのみであり、男子の背後に卵があることから分かるように、クリュタイムネストラとヘレネはまだ生まれていない。しかし科学的調査はもともと2つの卵と4人の子どもが描かれていたが、後代の加筆で現在の姿になったことを明らかにしており、現在ではレオナルド・ダ・ヴィンチの現存しない作品の重要な摸写の1つであることが判明している。もっとも、やや古風な風景と装飾的に配置された動植物はレオナルドの自然観とは異なっており、レオナルドの構想を忠実に写したものではないことが指摘されている。帰属に関しては、ボルゲーゼ家の財産目録に記載された時点ではレオナルド・ダ・ヴィンチに帰属されていたが、19世紀以降は制作者としてソドマ、バッキアッカ、ジュリアーノ・ブジャルディーニ、フランチェスコ・メルツィらの名が挙げられているものの、様式的な研究は否定的である。美術史家ジョヴァンニ・モレッリはシエナ市立美術館のソドマの壁画『リンボのキリスト』に描かれているイヴとレダとの間に強い関連性を見ており、本作品の平野を川が流れる風景もソドマの特有のものと見なしている。それどころか現在ラファエロ・サンツィオに帰属されているウィンザー城の王立美術館所蔵の立像のレダの模写もソドマの作であると確信している。アレッサンドロ・ヴェッツォージは様式的にはミラノのレオナルド派ではなくトスカーナやローマ周辺に近いとしている。風景はフランドルの影響と見なされている。

## 来歴
最初の確実な記録は1693年のボルゲーゼ家の目録であり、レオナルド・ダ・ヴィンチに帰属されていた。その後、ボルゲーゼ美術館に収蔵された。

## ギャラリー

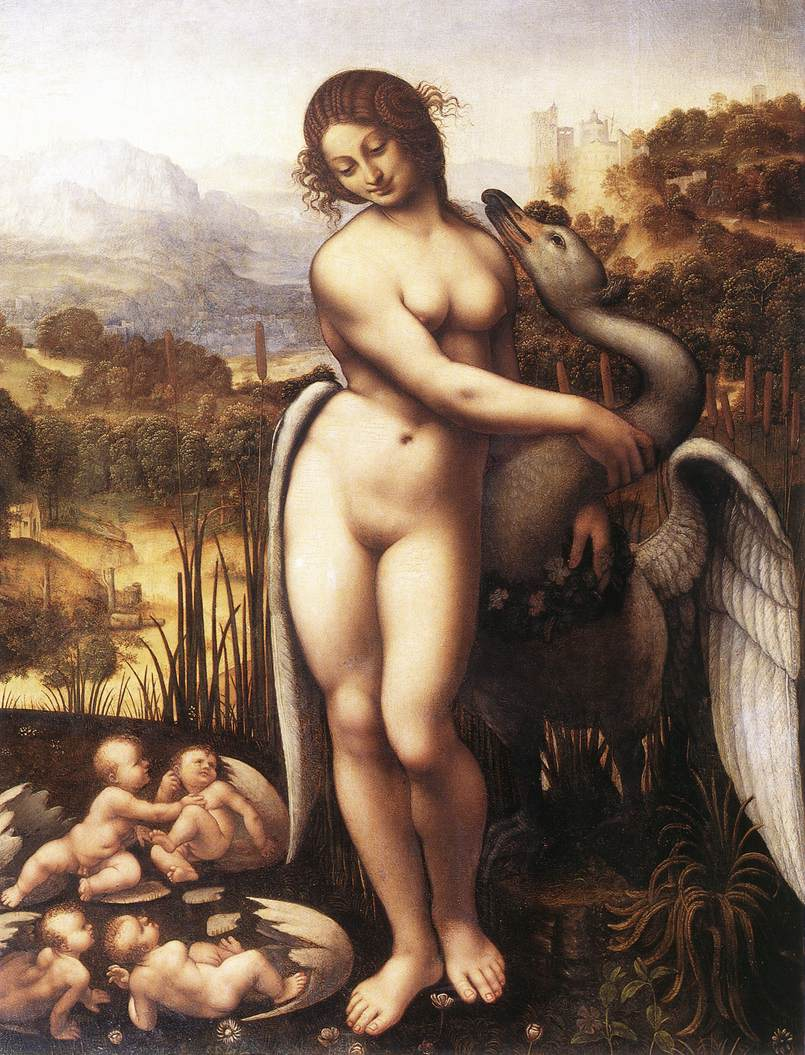
チェザーレ・ダ・セスト版『レダと白鳥』 ウィルトン・ハウス（英語版）所蔵
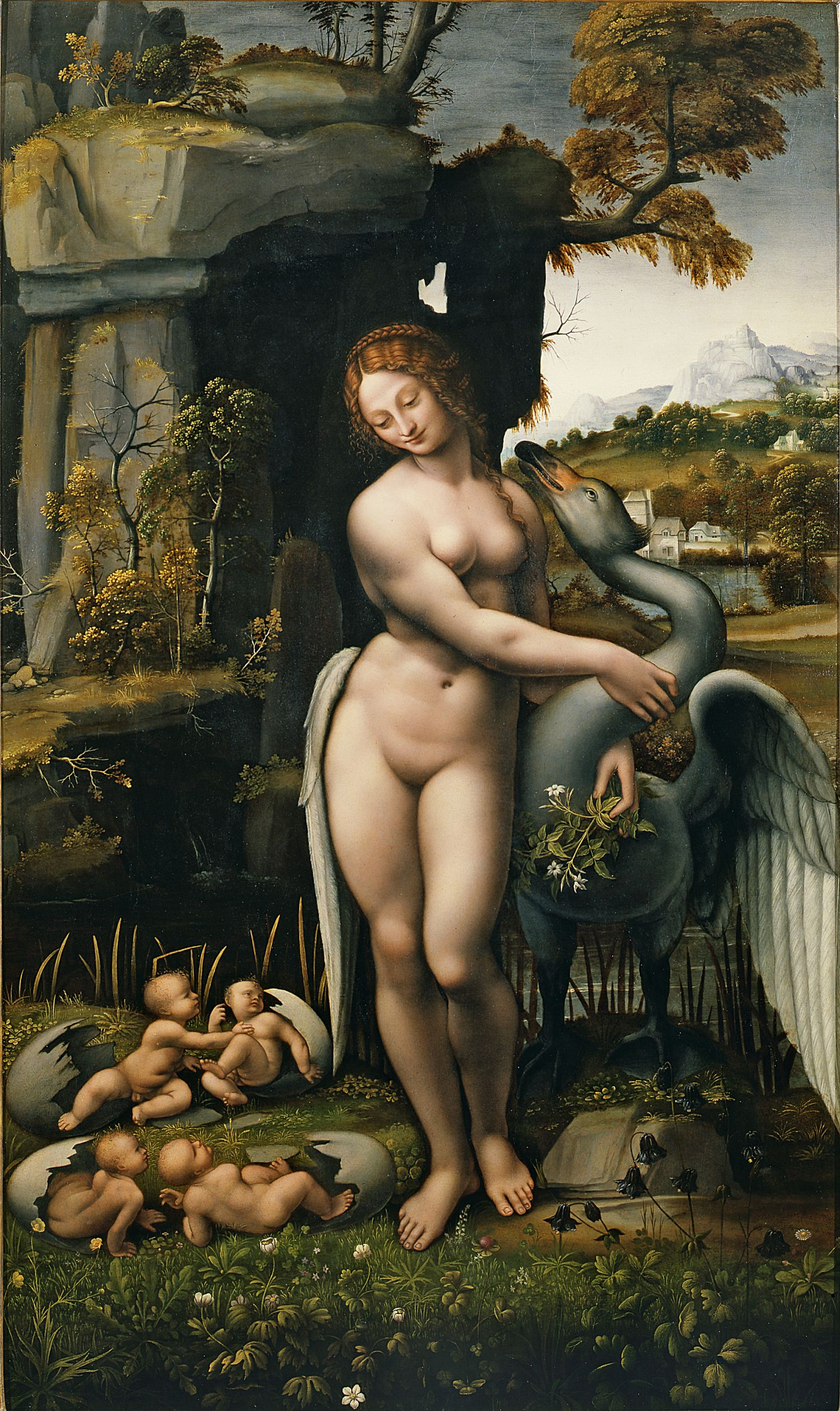
ウフィツィ美術館版『レダと白鳥』
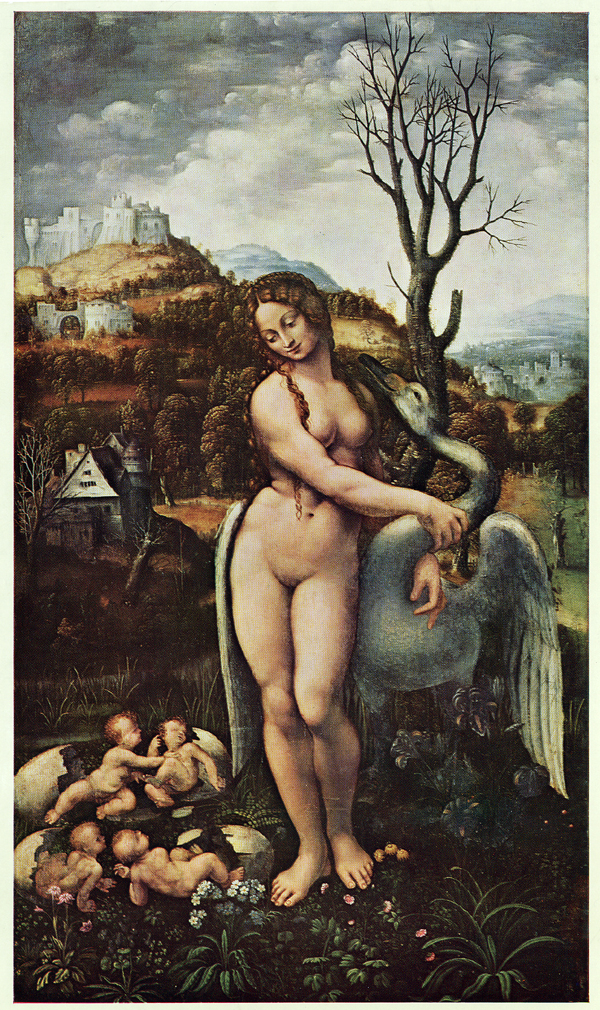
フィラデルフィア美術館版『レダと白鳥』
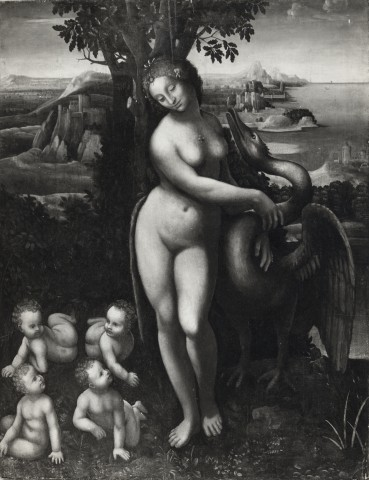
ヘイスティング版『レダと白鳥』 ギブス・コレクション所蔵